# Kościół św. Walentego w Latowiczu
Kościół pw. Świętego Walentego w Latowiczu – rzymskokatolicki kościół parafialny należący do dekanatu siennickiego diecezji warszawsko-praskiej.

## Historia
Obecna świątynia murowana została wzniesiona według projektu architekta Józefa Piusa Dziekońskiego w latach 1899–1911 podczas zaboru rosyjskiego. Konsekrował ją kardynał Aleksander Kakowski, arcybiskup metropolita warszawski w dniu 23 czerwca 1920 roku.

## Architektura
Kościół został wybudowany w stylu neogotyckim. Wzniesiono go na planie krzyża łacińskiego. Jest to budowla orientowana, czyli posiada prezbiterium zwrócone w stronę wschodnią. Wymiary świątyni to: długość - 57,5 metra, wysokość - 65,3 metra, szerokość - 33,5 metra. Kościół posiada trzy nawy o układzie bazylikowym, czyli nawy boczne są obniżone w stosunku do nawy głównej. W świątyni może zmieścić się jednorazowo 6000 osób. Budowla posiada imponującą ścianę szczytową zakończoną wbudowaną w nią wieżą z zegarem i dwoma wieżyczkami z lewej i prawej strony. Do kościoła prowadzą wielostopniowe schody podkreślające jego monumentalność. Wnętrze budowli jest przestronne, trójdzielne i posiada transept. Nawa główna zwieńczona jest węższym i niższym prezbiterium. We wnętrzu znajduje się sklepienie krzyżowo-żebrowe. Ściany we wnętrzu są otynkowane i pomalowane na biały kolor.